# Jerred Smithson
Jerred Smithson, född 4 januari 1979, är en kanadensisk professionell ishockeyspelare som spelar för Herning Blue Fox i Metal Ligaen. Han har tidigare representerat Edmonton Oilers, Florida Panthers, Nashville Predators, Los Angeles Kings och Toronto Maple Leafs i NHL.
Smithson blev aldrig draftad av något lag.